# Ute Hommola

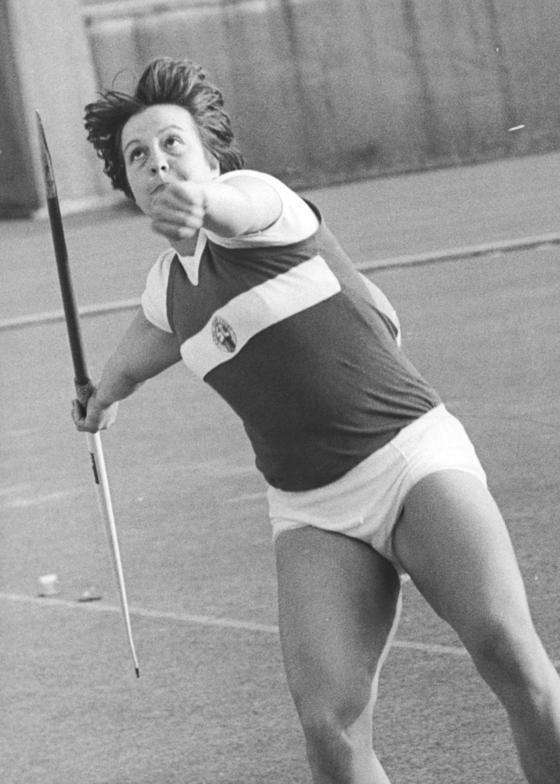
Ute Hommola 1979

Ute Hommola (* 20. Januar 1952 in Weißenborn, Sachsen) ist eine ehemalige deutsche Leichtathletin, die – für die DDR startend – bei den Olympischen Spielen 1980 in Moskau die Bronzemedaille im Speerwurf gewann. Ebenfalls die Bronzemedaille hatte sie zwei Jahre zuvor bei den Europameisterschaften gewonnen.
Nach ihrer Sportlerlaufbahn wurde sie Agraringenieur für Tierzucht. Sie arbeitete in einer LPG (DDR-Landwirtschaftsbetrieb) in Oberbobritzsch, nach dem Ende der DDR in einer Agrargenossenschaft.
Ute Hommola startete für den SC Karl-Marx-Stadt und trainierte bei Hermann Kretzschmann. In ihrer aktiven Zeit war sie 1,74 m groß und wog 74 kg.

## Erfolge im Detail
- 1978, Europameisterschaften: Platz 3 (62,32 m – ungültig – 55,74 – 56,16 – 55,16 – 58,44)
- 1980, Olympische Spiele: Platz 3 (60,62 – 58,84 – 66,04 – 66,56 m – 61,96 – 64,92)

| Personendaten    | Personendaten                                          |
| ---------------- | ------------------------------------------------------ |
| NAME             | Hommola, Ute                                           |
| KURZBESCHREIBUNG | deutsche Leichtathletin und Olympiamedaillengewinnerin |
| GEBURTSDATUM     | 20. Januar 1952                                        |
| GEBURTSORT       | Weißenborn, Sachsen                                    |